# Jakko
Jakko ist ein 1940/41 gedrehter deutscher Spielfilm von Fritz Peter Buch, in dem Norbert Rohringer die Hauptrolle spielt. Erzählt wird die Geschichte eines elternlosen Zirkusjungen, der in der Hitlerjugend zu Pflichtgefühl und Ordnung findet. Das Drehbuch beruht auf dem gleichnamigen Roman von Alfred Weidenmann.
Es handelt sich heute um einen Vorbehaltsfilm der Friedrich-Wilhelm-Murnau-Stiftung. Er gehört damit zum Bestand der Stiftung, ist nicht für den Vertrieb freigegeben, und darf nur mit Zustimmung und unter Bedingungen der Stiftung gezeigt werden.

## Handlung
Der Zirkusjunge Jakko ist mit einem fahrenden Zirkus nach Deutschland gekommen. Er hat keine Freude am Zirkusleben, insbesondere der zweifelhafte Zirkusdirektor macht ihm das Leben schwer. Ein Zusammentreffen mit Mitgliedern der Marine-Hitlerjugend mündet in einer Schlägerei. Gleichwohl schließt Jakko mit einem Hitlerjungen eine enge Freundschaft. Als er den Zirkus verlassen muss, wird er bei der Hitlerjugend aufgenommen. Bevor Jakko zur „Volksgemeinschaft“ findet, muss er eine schwere Bewährungsprobe bestehen.

## Produktion
Der Film wurde von der Tobis-Filmkunst GmbH, Berlin unter der Herstellungsleitung von Herbert Engelsing an Drehorten in Zoppot und Danzig produziert. Die ersten Außenaufnahmen entstanden zwischen dem 17. Oktober und 30. November 1940, die zweiten vom 27. Mai bis Mitte Juni 1941. Die Atelieraufnahmen wurden vom 5. Dezember 1940 bis zum 7. Februar 1941 angefertigt. Die Liedtexte im Film stammen von Hans Fritz Beckmann und Hein Meiswinkel. Die Herstellungskosten beliefen sich auf rund 1.240.000 RM. Die Uraufführung von Jakko fand am 12. Oktober 1941 im Ufa-Palast am Zoo im Rahmen der Eröffnung der Jugendfilmstunden 1941/42 statt.
Die Schirmherrschaft für den Film hatte Reichsjugendführer Artur Axmann. Vor der Uraufführung sprach auf derselben Veranstaltung Propagandaminister Joseph Goebbels.

## Auszeichnungen und Rezeption
Der Film erhielt von der Filmprüfstelle die Prädikate „staatspolitisch wertvoll“, „volkstümlich wertvoll“ und „jugendwert“. Mit Letzterem war er als Lehrfilm für Filmveranstaltungen der Reichsjugendführung (Jugendfilmstunden) geeignet.
Wilhelm Westecker schrieb 1941 über den Film in der Deutschen Allgemeinen Zeitung: „Dieser Film wird ganz von der Art der Jugend bestimmt. Er wirkt nicht durch Lehrsätze oder Grundsätze, sondern durch Beispiel und Vorbild. Die Jugend wird auch nicht in Gegensatz gestellt zu der Welt der Erwachsenen. Sie bleibt in dem natürlichen Zusammenhang einer organischen Volksgemeinschaft. […] ‚Jakko‘ ist ein Film, in dem unsere Jugend sich selbst erkennt.“
Nach Ende des Zweiten Weltkrieges wurde der Film wegen der in ihm enthaltenen nationalsozialistischer Propaganda als Vorbehaltsfilm eingestuft. Seine öffentliche Aufführung ist seitdem nur eingeschränkt möglich. Heute beansprucht die Friedrich-Wilhelm-Murnau-Stiftung die Auswertungsrechte.